# 27a Divisió (Exèrcit Popular de la República)
La 27a Divisió de l'Exèrcit Popular de la República, coneguda com "la Bruixa", fou una unitat militar que lluità durant la Guerra Civil espanyola als fronts d'Aragó, del Segre i de l'Ebre, formada a partir de les columnes de milicians d'ideologia comunista, militants del PSU de Catalunya i la UGT organitzades a Catalunya durant els primers dies de la guerra.

## Els orígens
Quan va esclatar la Guerra Civil espanyola, es formaren a Barcelona les primeres forces per oposar-se als militars revoltats, formades bàsicament per voluntaris, milicians i membres de les associacions sindicals i polítiques. S'agruparen en columnes, destacant en el front d'Aragó les Columnes Carles Marx, Macià-Companys, Ascaso, Lenin, Uribe, Mera, de Ferro, Durruti, Ortiz o Sud-Ebre, entre d'altres.
Una d'aquestes, la Columna Carles Marx, estava formada per comunistes del PSUC en la seva gran majoria, provinents de Catalunya i València, tot i que també hi havia força estrangers que es trobaven a Barcelona amb motiu de l'Olimpíada Popular que s'hi estava celebrant, arribant a haver-hi diferents nacionalitats tals com alemanys, austríacs, escandinaus, belgues, polonesos, etc. També són d'esmentar el grup de soldats antifeixistes alemanys, anomenats "Thälmann", integrants de la Columna Carles Marx en els seus orígens. Fou creada per Manuel Trueba i José del Barrio (per això inicialment se la conegué per la Columna Trueba-Del Barrio i posteriorment per la Columna Carles Marx), juntament amb altres militars d'alta graduació i assessorats pel militar Comandant Secanell. La columna estava composta en els seus inicis per 2.000 homes de la UGT i el PSUC. Va sortir de Barcelona en direcció a l'Aragó el 26 de juliol, l'endemà passat de la de Durruti, passant per Lleida i ubicant-se el seu Estat Major a la localitat de Sarinyena. Ben aviat es va apoderar de Tardienta, Sarinyena, Leciñena i Grañén, que estaven en mans rebels, a la vegada que també se situarien durant els mesos següents entre Alcubierre, Robres i Torralba d'Aragó, entre d'altres, gairebé sempre davant per davant de les trinxeres franquistes a la línia de front que es formava entre les ciutats d'Osca i Saragossa. Situació que mentre va ser columna s'allargaria fins als mesos de desembre de 1936 i gener de 1937 amb combats esporàdics i/o de trinxera a trinxera. En aquestes dates i atès que ja s'havia donat la ordre de creació de l'Exèrcit Popular de Catalunya, la Columna Carles Marx esdevé la Divisió Carles Marx.

## La formació de la unitat com a 27 Divisió
El gener de 1937 la 27a Divisiíó Carles Marx estava constituïda per 3 regiments: El 1r. Regiment es trobava a la localitat d'Alcubierre i rodalia del poble i estava compost de 3 Batallons. El 2n. Regiment es trobava a la localitat de Tardienta i rodalia del poble i estava compost de 3 Batallons. El 3r. Regiment es trobava a la localitat de Robres i rodalia del poble i estava compost de 3 Batallons.
En aquestes dates, els batallons d'infanteria de la Divisió Carles Marx tenien una força d'entre 470 i 640 homes cadascun. La mateixa Divisió Carles Marx disposava, a més, d'un Grup de Reconeixement Divisionari de 155 homes a Barbués; una Companyia de Transmissions de 139 homes a Almuniente; un Batalló d'Enginyers de 823 homes a la serra de Torralba de Aragón; un Centre d'Instrucció a Almuniente; un Grup d'Intendència de 75 homes a Poleñino, el famós Batalló Roig de Xoc, conegut com "La Bruixa" que s'estava formant a Grañén i a Torralba de Aragón. A la vegada la columna també comptava amb tres bateries d'artilleria.
Després dels fets de maig de 1937, en què van esclatar una sèrie de lluites armades als carrers de Barcelona entre diferents forces anarquistes i sindicals (part de la CNT, POUM) amb els partits polítics majoritaris en aquell moment a la Generalitat de Catalunya (ERC i PSUC) i les forces d'ordre, el govern republicà de Madrid intervé definitivament la Generalitat de Catalunya en tots els seus àmbits, cosa que fa que l'Exèrcit Popular de Catalunya, i per defecte la Divisió Carles Marx, passin a engrossir el nou Exèrcit Popular Republicà que s'estava gestant a Madrid els últims mesos. Per tots aquests fets, els soldats que formaven la Columna Carles Marx posterior Divisió Carles Marx al front d'Aragó, passen a formar part de la 27a Divisió del nou Exèrcit Popular Republicà constituïda per la 122a Brigada Mixta (Batallons 485, 486, 487 i 488); la 123a Brigada Mixta (Batallons 489, 490, 491 i 492); i la 124a Brigada Mixta (Batallons 493, 494, 495 i 496), cadascuna d'elles amb quatre batallons de cinc companyies cadascun. A cada Brigada Mixta s'hi agregaven a més a més, unitats d'artilleria i de cavalleria.
De la 27 Divisió se'n feu càrrec Manuel Trueba, del PSUC, fins al 29 d'agost del 1937 (cessat a causa dels mals resultats en l'ofensiva de Saragossa) i substituït pel major de milícies Del Barrio, a partir del 2 de setembre de 1937. A la vegada va quedar agregada a l'XI Cos d'Exèrcit, de l’Exèrcit de l'Est, dirigida pel General Sebastián Pozas Perea. Els caps de cadascuna de les Brigades mixtes eren el major Marcelino Usatorre Royos (122a Brigada Mixta), el major Enrique Oubiña Fernández-Cid (123a Brigada Mixta), i el major José del Barrio Navarro (124a Brigada Mixta). Com a cap d'Estat Major era el major Eligio Mateo Sousa. Dins d'aquestes una de les seves unitats més conegudes fou el 485 Batalló de la 122a Brigada Mixta, denominat Batalló de xoc "la Bruixa", tot i que aquesta denominació identificà després la resta de Brigades Mixtes i finalment tota la 27 Divisió.

## Les seves participacions en combat

### El front d'Aragó
En el marc de l'Ofensiva sobre Osca (duta a terme entre el 12 i el 19 de juny de 1937) i ja com a 27 Divisió, ocuparen Sangarren el juny del 1937. Aquesta ofensiva es duu a terme com un atac de distracció per mirar d'alleugerir la pressió de les tropes franquistes sobre el País Basc, a Biscaia, concretament a la ciutat de Bilbao, que està a punt de caure. El ministre de Defensa de la República d'aquell moment, Indalecio Prieto, aprova el pla i per executar-lo se li encarrega al cap de l'Exèrcit de l'Est, el general Sebastián Pozas Perea. Alhora, aquest recau en el tinent coronel en cap d'Estat Major de l'Exèrcit de l'Est Vicenç Guarner Vivancos.
Un cop iniciat l'atac el 12 de juny, amb un més que limitat bombardeig aeri republicà sobre la localitat de Chimillas, la infanteria republicana es llança a l'atac en un espai descobert de menys d'un quilòmetre d'amplada força pedregós i amb pocs arbustos. Tant els atacs directes sobre Osca com el de Chimillas són refusats fàcilment per l'ampli foc de metralladores i artilleria de les tropes franquistes, i que es trobaven en una greu inferioritat numèrica, però molt ben atrinxerats. Es produeix un gran combat aeri el 14 de juny al cel d'Osca, entre uns 100 avions dels dos bàndols, que es va repetir el dia 16 amb el bombardeig sobre Chimillas. El mateix dia 16 les tropes republicanes llancen un nou assalt contra Alerre i Chimillas, però el violent foc enemic que cobreix tot el terreny fa que retrocedeixin. Segueixen dos dies de trets aïllats i de diferents cops de mà que fracassen, fins que el dia 19 de juny s'ordena aturar l'ofensiva sobre Osca. El camp de batalla queda sembrat de morts i ferits, i les posicions plenes de cadàvers que es podreixen al sol (es calcula que hi va haver unes 1.000 baixes tan sols per part republicana), mentre que les tropes republicanes es retiren el dia 20 a les seves posicions inicials. Dins de les Brigades Mixtes de la 27a Divisió, la 123a Brigada Mixta és la que hi té la participació més destacada i, per tant, la que sofreix més baixes.
El 24 de juny de 1937 les diferents Brigades Mixtes de la 27a Divisió les trobem en diferents poblacions, entre les quals les més importants són Alcubierre, Tardienta i Robres. Al poble d'Almuniente el 28 de juny del 1937, i el juliol del 1937 es despleguen per Ontiñena, Fraga, Candasnos, arribant fins a Alcanyís. L'agost del 1937 es troben entre les poblacions d'Esplucs, Alcolea de Cinca, Albalat de Cinca, Velilla de cinca i Muniesa, entre d'altres.
En el marc de l'Ofensiva sobre Saragossa (duta a terme entre el 24 d'agost de 1937 i el 7 de setembre de 1937) la mala actuació de Trueba fa que sigui substituït per Del Barrio. Aquesta ofensiva ha de ser un atac de distracció per mirar d'alleugerir la pressió que les tropes franquistes fan sobre el front Nord, a Cantàbria, concretament sobre la ciutat de Santander, localitat que en aquells moments també està a punt de caure. El pla republicà contempla que l'Exèrcit de l'Est, comandat encara pel general Sebastián Pozas Perea, iniciï una operació de gran envergadura amb l'objectiu d'envoltar i capturar Saragossa des del nord, l'est i el sud, i alhora s'efectuaran una sèrie d'operacions secundàries al llarg de tot el front d'Aragó.
El dia 24 d'agost, a les 05.00 hores, comença l'ofensiva republicana, sense preparació aèria ni d'artilleria, amb atacs a vuit punts diferents al llarg d'un front d'uns 100 quilòmetres. Entre Tardienta-Zuera i Villanueva de Gállego (al nord de Saragossa), es llancen tres atacs, mentre que cap al sud se’n fan cinc més, especialment entre Belchite i Fuendetodos. Atesa la debilitat militar dels franquistes a la zona, Quinto i Codo són les primeres poblacions que cauen. La 27 Divisió dins de l'Agrupació A parteix, ja de matinada de la seva ubicació a Valdecompadre, entre Zuera, Torralba de Aragón i Senés, a uns 8 quilòmetres de Zuera. La 123a Brigada Mixta supera les defenses nacionals de Valseca i Casa Montoya (punt estratègic perquè domina el pla de l'Estació i el mateix poble de Zuera) on hi ha combats molt forts. La 124a Brigada Mixta comença a ocupar les primeres cases de Zuera i, atesa la intensitat dels combats, són activats reforços nacionals. Es considera que en el conjunt del dia l'avanç és considerable al sector de Zuera, tot i que aquest és el límit dels republicans a la zona, on l'Agrupació A queda aturada. L'endemà 25 d'agost, tenen lloc diferents contraatacs franquistes i combats duríssims i l'Agrupació A cedeix part del que havia ocupat el dia anterior, la qual cosa fa que hagin de retornar els republicans al marge dret del riu Gállego i recuperin així els nacionals les seves posicions. El 26 d'agost els combats continuen. S'intenta ocupar Zuera, però a les primeres cases de la població l'enemic repel·leix les forces de la 27 Divisió amb metralladores i fusells. Exploten obusos i bales per tot arreu. És gairebé impossible avançar per l'intens foc rebut. El fum continuat de la pólvora i les explosions asfixien els soldats. El 27 d'agost es pot dir que l'Agrupació A resta totalment aturada al seu sector, però conserva les seves posicions. El major de la 27 Divisió, Manuel Trueba, llança nous assalts contra la població de Zuera, on se succeeixen violents combats, entre atacs i contraatacs, però no pot conquerir-la, tot i que sí que arriba a ocupar l'estació de ferrocarril. Al final de la jornada, però, i després del fracàs en l'intent de conquerir Zuera i avançar cap a San Mateo de Gállego, es dona ordres a l'Agrupació A que s'estableixi defensivament en les posicions que té actualment. Tot i aquests extrems, les línies republicanes que s'han aposentat sobre el riu Gállego comencen a veure’s seriosament amenaçades. El dia 28 d'agost la 27 Divisió recupera el Vèrtex Crucetas. El 29 d'agost es pot dir que és un dia de calma, després de pràcticament esgotada l'ofensiva de l'Exèrcit de l'Est, i les tropes mantenen les seves posicions sobre les línies conquerides. El dia 30, al sector nord de l'Ebre, la 27 Divisió de l'Agrupació A realitza un considerable esforç, i un cop superada per l'est la localitat de San Mateo de Gállego, que resisteix molt bé, conquereix, entre d'altres, les cotes Boyal, El Saso y San Juan, així com el Vèrtex Corbatuela. Es talla així la comunicació entre San Mateo de Gállego i Leciñena, i s'amenaça d'envoltar aquest poble. Tot i aquestes extrems, entre el dia 1 i el 6 de setembre les forces franquistes trenquen el setge que les tropes de la 27 Divisió realitzen sobre Zuera i aconsegueixen reconquerir tots els territoris que les tropes republicanes han ocupat temporalment. Manuel Trueba Mirones és destituït per aquest fracàs el 29 d'agost i passa al capdavant de la 27 Divisió José del Barrio, el 2 de setembre. Després d'aquesta nova operació, el front d'Aragó s'estabilitza de nou i les operacions es donen per finalitzades el dia 7 de setembre.
Després d'aquesta ofensiva, el setembre del 1937 la 27a Divisió es torna a ubicar pels voltants de la població de Tardienta, lloc on es van quedar en no poder entrar a Zuera i envoltar Osca. Posteriorment ocupen Lasieso i Valdocirán, deixant aïllades les forces nacionals de Jarabella. El 23 de setembre del 1937, avancen cap a Orna i ocupen aquesta població.
Van lluitar a Sabiñánigo el 27 de novembre del 1937, però les seves forces, bastant minvades van haver de ser rellevades per la 43a Divisió. Es van situar també a Gavín i Biescas. En data 29 de desembre del 1937 es troba a Fraga. A partir del desembre del 1937, formà part del XXI Cos d'Exèrcit i a partir d'abril del 1938 del XVIII Cos d'Exèrcit.
Destacà en la recuperació de "Las Celadas", durant la batalla de Terol i en el tall de la carretera entre Calataiud i Singra, el 30 de gener del 1938, ocupant la zona de Villarquemado a Monreal del Campo.
Participà en la batalla de l'Alfambra i ocuparen la població. En l'ofensiva de Terol, la 27a divisió se situà al nord de l'atac, reposant-se de les seves pèrdues a Singra. Lluità en la zona de Montalbán i recuperaren una zona a Segura de Baños el 18 de febrer del 1938.
El dia 27 de febrer caigué Terol. A partir del febrer del 1938 es desplomà el front d'Aragó i la Divisió sortí del territori per l'abril. Continuà la lluita a Corbera. Finalment, fou rellevada, tret de la 124a Brigada. Seguiren per les poblacions de Mezquita, Valdeconejos i Utrillas fins a ser situada en un punt de classificació de la Divisió a Sistero.

### El front de l'Ebre
Durant la batalla de l'Ebre de juliol a novembre del 1938, la Divisió va estar situada en zona de reserva, desplegant les seves forces en la zona de Cervera i Tàrrega.
L'abril del 1938, prengué part en la batalla del Segre, ocupant la zona d'Os de Balaguer, fins a la confluència del Segre amb la Noguera Ribagorçana.
El 22 de maig del 1938, lluitaren en la defensa del Tossal de Déu, a Balaguer, el qual fou perdut dies després (27 de maig).
La 122a Brigada Mixta després dels combats de Balaguer, avançà el dia 22 de maig del 1938 per la Vall de Camarasa, pel barranc Salat fins a Torre Figueres. Dos dels seus batallons van realitzar l'assalt a "El Merengue", on van sofrir moltes baixes i foren rebutjats. Després de refer-se va ser enviada a la batalla de l'Ebre, rellevant el 6 d'agost la 35a Divisió a Vilalba dels Arcs. Entre agost i el 14 de setembre és traslladada davant Gandesa, on resta molt malmesa i amb tantes baixes que ja no va poder participar en la posterior campanya de Catalunya.
La 123a brigada Mixta actua també en els combats de Balaguer i el 22 de maig va estar en l'atac de la Sentiu de Sió, tot i que va ser rebutjada. És traslladada a la batalla de l'Ebre, rellevant la 35a Divisió i cobrint la zona de Vilalba dels Arcs, Corbera i el vèrtex Gaeta. El 13 d'agost lluita a Gandesa, amb una gran quantitat de baixes. Es retira a la Serra de la Vall de La Torre i de Cavalls. El 14 de setembre creua el riu el que queda de la Brigada, però no va poder tampoc refer-se per a la campanya de Catalunya.
La 124a brigada Mixta, igual que les altres dues, intervé a Balaguer, ataca la Sentiu i és rebutjada. En data 6 d'agost, cobreix el sector de Vilalba dels Arcs i perd posicions en el camí de Comasots. Defensant Camposines el 3 de setembre del 1938, resulta gairebé destruïda i el dia 14 abandona la batalla de l'Ebre. Aquesta brigada no va ser dissolta, però no es va utilitzar en la campanya de Catalunya.

### El pas de la frontera
La Divisió creua la frontera per la Vajol el dia 8 de febrer del 1939. José del Barrio també ho fa durant el febrer del 1939 i és internat en el camp de Sant Cebrià. Després s'exilia, formant part del comitè del PSUC a França.

## Comandaments
Comandants
- Major de milícies Manuel Trueba Mirones;[4]
- Major de milícies José del Barrio Navarro;[5]
- Major de milícies Marcelino Usatorre Royo;[6]

Comissaris
- Felipe García-Guerrero Matas, del PSUC;[7]
- César Abis Gundián, del PCE;[8]

Caps d'Estat Major
- Comandant d'Infanteria Eligio Mateo Sousa,[4] en el càrrec fins al Desembre de 1937.
- Major de milícies Manuel Colinas.

## Ordre de batalla
| Data          | Cos d'Exèrcit adscrit | Front de batalla | Brigades mixtes integrades |
| Juny de 1937  | XI Cos d'Exèrcit      | Osca             | 122a, 123a, 124a           |
| Gener de 1938 | XXI Cos d'Exèrcit.    | Terol            | 122a, 123a, 124a           |
| Maig de 1938  | XVIII Cos d'Exèrcit   | Segre            | 122a, 123a, 124a           |